# ランデスベルゲン
ランデスベルゲン (ドイツ語: Landesbergen) は、ドイツ連邦共和国ニーダーザクセン州のニーンブルク/ヴェーザー郡に属す町村（以下、本項では便宜上「町」と記述する）で、ザムトゲマインデ・ミッテルヴェーザーの一員である。

## 地理
ランデスベルゲンはシュタインフーダー・メーア自然公園沿い、ヴェーザー川河畔に位置する。ニーンブルク/ヴェーザーとシュタットハーゲンとのほぼ中間にあたる。

### 自治体の構成
この町は以下の地区からなる。
- ランデスベルゲン
- ブロケロー
- ハーネンベルク
- ハイトハウゼン

## 歴史
ランデスベルゲンは2005年に盛大な950年祭を祝った。同名の小貴族がこの村に拠っていた。
ザムトゲマインデ・ランデスベルゲンは1967年7月1日に行政改革に伴って、当時の独立した町村ハーネンベルク、ランデスベルゲン、レーゼ、レーゼリンゲンから創設された。エストルフ、フーズム、ランデスベルゲン、レーゼからなるザムトゲマインデ・ランデスベルゲンは1974年3月1日にニーダーザクセン州の地域再編によって成立した。このザムトゲマインデは、2011年11月1日にシュトルツェナウを加えてザムトゲマインデ・ミッテルヴェーザーに再編された。

## 行政

### 議会
ランデスベルゲンの町議会は13議席からなる。

### 首長
ハイドルン・クールマン (SPD) が名誉職の町長を務めている。

### 紋章
頂部は銀地に赤いキツネ。その下の主部は赤地で、向かって左上から斜めに銀の波帯。向かって右上には金の電光、左下には金の穂。
キツネは町の名前の元となった貴族「フォン・ランツベルク家」(von Land(e)sberg) 家の紋章に由来する。斜めの波帯はヴェーザー川を示し、穂と電光はそれぞれ農業とエネルギー産業 (プロイセン・エレクトラ (E.ON) のロベルト・フランク天然ガス発電所）を象徴する。

## 文化と見所
- オランダ風車ギャラリー・ランデスベルゲンは、3階建てで正方形の土台を持つオランダ風車で、1872年に建造された。1915年の火災以後1980年まで羽根がなく、電気モーターで動いていた。1985年から1987年の大修復により最盛期の風車の姿が甦り、内部に郷土博物館と結婚室が設けられた。
- ミューレ広場（風車広場）には風車の他、これに隣接して木組み建築が移築されており、町の文化センターになっている。
- かつてのシュヴェリングのヴェーザー川の渡し船が1999年12月からミューレ広場に展示されている。こうした渡し船は1560年に初めて記録されている。
- ロマネスク様式荒石造りの町の教会は1230年に建設されたもので、塔は1806年になって増設された。オルガンは古い楽器の区隊といくつかのパイプを再利用して2006年に建造された。

### スポーツ
ランデスベルガーSVのサッカー部門はベツィルクスオーバーリーガ（地方上級リーグ）でプレイしている。

### 年中行事
ブロケローでは2004年からロールプレイング「Conquest of Mythodea」が開催される。この催しには全ヨーロッパ、日本、アメリカをはじめ世界各国からファンタジー・ロールプレイ・ファンが集まる。

### 音楽
- 消防音楽隊
- トロンボーン・アンサンブル
- 男声合唱団
- 歌唱サークル
- ヴォーカルコーラス「ディー・トーントレッファー」

## 経済と社会資本

### 交通
この町はシュトルツェナウからローテンブルク (ヴュンメ)に至る連邦道B215号線沿いに位置している。

### エネルギー
- ランデスベルゲン発電所

## 引用
1. ↑  Landesamt für Statistik Niedersachsen, LSN-Online Regionaldatenbank, Tabelle A100001G: Fortschreibung des Bevölkerungsstandes, Stand 31. Dezember 2023